# IS-A
IS-A è un satellite ASAT sovietico sviluppato a partire dall'inizio degli anni sessanta. La sigla IS sta per Istrebitel Sputnikov, ovvero intercettore di satelliti o distruttore di satelliti. Si trattò del primo sistema satellitare ASAT mai entrato in servizio operativo. Entrato ufficialmente in servizio nel 1972, fu ritirato nei primi anni ottanta.

## Sviluppo
I sovietici iniziarono a pensare ad un sistema antisatellite a partire dai primi anni '60. Dal punto di vista teorico, furono proposte diverse soluzioni. Tuttavia, quella che alla fine fu effettivamente portata avanti fu il cosiddetto satellite kamikaze. In pratica, si trattava di un satellite con una carica esplosiva a frammentazione in grado di intercettare e distruggere un corpo celeste artificiale ostile. La distruzione sarebbe avvenuta avvicinandosi al satellite ed esplodendo nelle sue vicinanze: in questo modo, oltre al bersaglio, sarebbe avvenuta la distruzione anche del satellite intercettore. Venne prescelta questa soluzione perché più semplice da sviluppare delle altre. Inoltre, aveva anche il pregio di essere relativamente economica e di presentare un rischio tecnologico sostanzialmente basso.
La proposta di un sistema d'arma di questo tipo fu avanzata da Vladimir Nikolaevič Čelomej, responsabile dell'OKB-52, che ne propose anche il nome IS. Lo sviluppo di un missile vettore e di un satellite ASAT fu autorizzato il 23 giugno 1960 con il decreto 715-295, e lo stesso Čelomej iniziò a lavorarvi a partire dal 1961. In origine, Čelomeji avrebbe dovuto provvedere non solo al satellite, ma anche al missile vettore, l'UR-200. Tuttavia, visto che lo sviluppo del missile andava troppo a rilento, i primi due test (identificati con il nome in codice di Polët, ovvero "volo") furono condotti con vettori R-7. Il primo lancio fu effettuato il 1º novembre 1963, ed aveva lo scopo di testare il sistema propulsivo. Il lancio fu un successo. Anche il secondo Polët fu un successo.
Nell'ottobre 1964, a causa dell'estromissione dal potere di Nikita Sergeevič Chruščёv, il ruolo di Čelomej fu pesantemente ridimensionato: lo sviluppo degli intercettori IS fu trasferito a Sergej Pavlovič Korolëv ed il missile UR-200 fu cancellato in favore del Cyklon. Queste vicende provocarono un ritardo di tutto il programma di diversi anni, tanto che il terzo lancio di prova (il primo con un vettore Cyklon) fu effettuato nell'ottobre 1967: il satellite intercettore risultò piuttosto diverso rispetto al progetto originario. Successivamente, i lanci proseguirono a buon ritmo fino al 1972, anno in cui Stati Uniti d'America ed Unione Sovietica firmarono il trattato SALT I. In seguito, i test divennero più discontinui, ma il sistema entrò in servizio con le forze armate sovietiche.
Nel 1976, ne fu realizzata una variante perfezionata, chiamata forse IS-M (o IS-AM). I test proseguirono fino al 1978, quando i nuovi satelliti furono dichiarati operativi. Nel 1982, il sistema fu dichiarato obsoleto e ritirato dal servizio. Tuttavia, alcune fonti riferiscono dell'esistenza di un'ulteriore variante perfezionata, chiamata IS-MU, che fu immessa in servizio senza essere mai stata testata in volo. Tale tesi sarebbe avvalorata dal fatto che la Russia, negli anni novanta, offrì la possibilità di immettere in orbita dei satelliti commerciali con bombardieri Tupolev Tu-160 e caccia intercettori MiG-31. L'ipotesi sarebbe che i vettori Cyklon sarebbero stati sostituiti da altri sistemi missilistici aviolanciati, e che il sistema proposto per utilizzo commerciale sia in realtà di origine militare, derivato da un sistema di aviolancio per messa in orbita di sistemi ASAT sviluppato in segreto.

## Tecnica
Gli IS-A erano satelliti di forma sferica con una massa di 1.400 kg, che venivano lanciati in orbita mediante vettori Cyklon. L'orbita aveva un perigeo di 349 km, ed un apogeo di 957 km, con un'inclinazione di 65,5 gradi. Da un punto di vista tecnico, si componevano di due sezioni:
- sezione principale, con i vari sistema di guida ed acquisizione del bersaglio, e la carica di esplosivo (300 kg);
- sezione motore.

I parametri del bersaglio dovevano essere impostati prima del lancio. Comunque, l'intercettore poteva essere riprogrammato in orbita, anche se senza mai discostarsi dai parametri originari. Il motore montato era uno Stepanov IS/US, che rendeva possibile effettuare numerose manovre per l'intercettazione del bersaglio: in particolare, il propulsore poteva essere riavviato più volte, con un tempo di funzionamento complessivo di 300 secondi (5 minuti). L'IS-A aveva fino a tre orbite di tempo per intercettare il bersaglio: in questo modo, in caso di mancato aggancio, era possibile fare più tentativi.

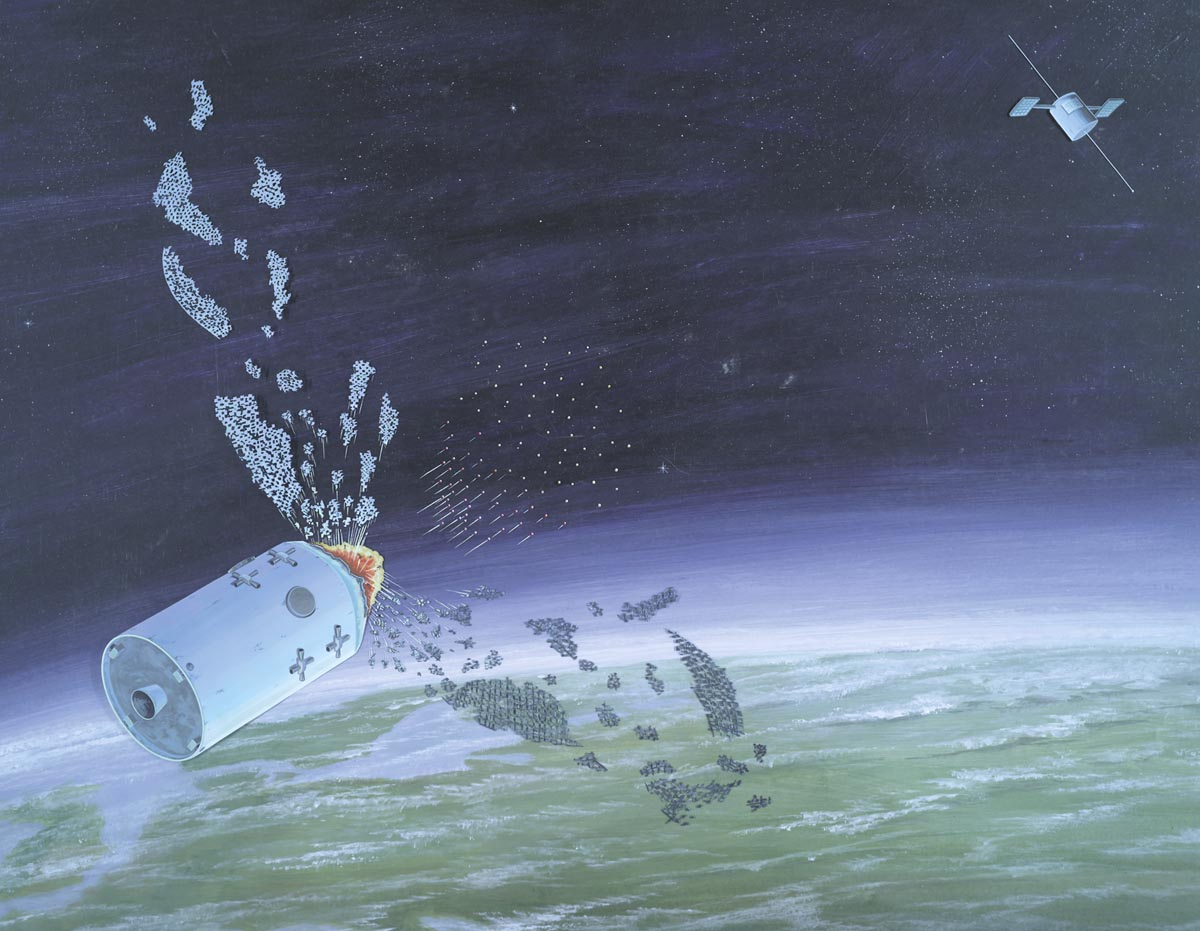
Raffigurazione dell'intercettazione di un satellite IS

La struttura del satellite era costruita in modo tale che, in seguito all'esplosione, si sarebbe disintegrata in dodici gruppi di shrapnel. Il raggio d'azione per la distruzione del bersaglio era di un chilometro, anche se gli esperimenti furono sempre svolti ad una distanza di 400 metri. Tuttavia, in un caso pare si abbia avuto un successo alla distanza di due km.
Gli IS-A intercettavano un satellite-bersaglio che veniva lanciato appositamente per lo scopo, solitamente un paio di settimane prima. Inizialmente, si utilizzarono gli IS-P, una versione degli stessi IS-A realizzata da Čelomej. Tuttavia, a partire dal 1971, si usarono i DS-P1-M, realizzati dalla Yangel. In particolare, questi satelliti erano più semplici ed economici, visto che avevano una massa di soli 600 kg (contro i 1.400 degli IS-P) e potevano essere lanciati dai più piccoli (ed economici) Kosmos-3M.
Uno dei problemi dovuti a test di questo tipo era (ed è tuttora) la creazione di un rilevante numero di detriti spaziali, che poi sarebbero rimasti in orbita creando potenziali problemi alle successive missioni spaziali. In generale, i tecnici sovietici cercarono di trovare una “formula ideale” per ridurre al minimo la quantità dei frammenti. Inoltre, a volte l'esplosione vera e propria del satellite intercettore era evitata, in modo da limitare il più possibile il numero dei detriti: infatti, spesso i test si concludevano (positivamente) con l'aggancio del satellite bersaglio da parte dell'intercettore, e non con la sua distruzione, ritenuta non necessaria. Gli osservatori occidentali, però, ignorando questi dettagli, erano convinti che la mancata distruzione del bersaglio fosse dovuta al fallimento del test. In un caso, inoltre, l'intelligence NATO considerò un intercettore IS quello che in realtà era un satellite per sorveglianza oceanica US-P (la missione era la Cosmos 868).

## Utilizzo
Il sistema fu testato tra il 1967 ed il 1971, e diventò pienamente operativo dopo il test del 3 dicembre 1971. Le varie versioni aggiornate rimasero in servizio fino al 1982, anno in cui avvenne l'ultimo lancio. Tale sistema fu ufficialmente ritirato per la sua obsolescenza, ma non è chiaro se abbia avuto o no un seguito.
I satelliti ASAT operarono alle dipendenze delle forze antisatellite (Forze anti-spazio ed anti-missile della difesa aerea: sigla PKO), un comando che era stato appositamente creato il 30 marzo 1967.

## Cronologia dei lanci
Complessivamente, furono effettuati 23 lanci di intercettori, 20 dei quali prevedevano l'intercettazione di un satellite. Di queste 20 missioni, sei si conclusero con la distruzione del satellite bersaglio, nove si limitarono all'intercettazione e cinque fallirono.
- 1º novembre 1963: Polët 1. Si trattava di un test degli apparati di controllo e propulsivi dell'intercettore, il cui esito fu considerato un grande successo. Infatti, il motore fu riavviato 350 volte, e gli stabilizzatori 300.
- 12 aprile 1964: Polët 2. Si trattò di un altro test con esito positivo dei sistemi di propulsione e stabilizzatori.
- 27 ottobre 1967: Cosmos 185. Si trattò del primo test dell'intercettore dopo il passaggio della responsabilità del programma a Korolëv, con l'IS-A che era stato ampiamente riprogettato. Il test riguardava il funzionamento del sistema propulsivo, e non era prevista la distruzione di un bersaglio.
- 20 ottobre 1968: Cosmos 249. Si trattò del primo test che prevedeva l'intercettazione di un satellite (in questo caso, il Cosmos 248 IS-P). Il bersaglio fu intercettato più volte, in modo da verificare il corretto funzionamento dei sistemi di guida. Non era prevista la distruzione del bersaglio. Il satellite si autodistrusse con la detonazione della carica di bordo. Gli occidentali considerarono la missione un fallimento. Il test lasciò in orbita ben 109 frammenti, 54 dei quali erano ancora esistenti nel 1996.
- 1º novembre 1968: Cosmos 252. L'intercettore distrusse il bersaglio Cosmos 248, producendo 139 frammenti (il numero più alto mai prodotto da un test).
- 23 ottobre 1970: Cosmos 374. Il satellite intercettò il bersaglio Cosmos 373, senza distruggerlo. Seguendo le istruzioni impartite da terra, si fece esplodere senza fare danni. In Occidente fu considerato un fallimento.
- 30 ottobre 1970: Cosmos 375. Il satellite intercettò il bersaglio Cosmos 373 alla sua seconda orbita, distruggendolo. Fu l'ultima intercettazione che ebbe come bersaglio un IS-P.
- 25 febbraio 1971: Cosmos 397. Il satellite intercettò il bersaglio Cosmos 394 (il primo di quelli costruiti dalla Yangel, un DS-P1-M) distruggendolo.
- 4 aprile 1971: Cosmos 404. Questo satellite fu utilizzato per effettuare estesi test di volo e di navigazione, provando anche nuove traiettorie di attacco. Intercettò il bersaglio Cosmos 400 (che era stato scambiato dall'intelligence occidentale per un intercettore), poi fu fatto precipitare nell'Oceano Pacifico.
- 3 dicembre 1971: Cosmos 462. Il satellite intercettò con successo il bersaglio Cosmos 459 e lo distrusse. Si trattò dell'ultimo test prima della definitiva accettazione del sistema da parte delle autorità militari. Il numero di frammenti prodotti fu di 27, il numero più basso in assoluto.
- 16 febbraio 1976: Cosmos 804. Si trattò del primo test relativo ad una seconda generazione di intercettori ASAT. Il satellite intercettò con successo il bersaglio Cosmos 803 senza distruggerlo. Come da istruzioni ricevute, uscì dall'orbita utilizzando il propulsore di bordo. In Occidente fu considerato un fallimento.
- 13 aprile 1976: Cosmos 814. Il satellite intercettò con successo il bersaglio senza distruggerlo. Dopo l'intercettazione uscì dall'orbita usando il motore di bordo. L'intelligence occidentale considerò il test riuscito.
- 21 luglio 1976: Cosmos 843. Il satellite intercettò con successo il bersaglio Cosmos 839 senza distruggerlo. Dopo il test lasciò l'orbita. L'intelligence occidentale considerò il test fallito.
- 27 dicembre 1976: Cosmos 886. Il satellite intercettò e distrusse il bersaglio Cosmos 880. L'intelligence occidentale però considerò il test fallito.
- 23 maggio 1977: Cosmos 910. Il satellite fallì l'intercettazione del bersaglio Cosmos 909.
- 17 giugno 1977: Cosmos 918. Il satellite fallì l'intercettazione del bersaglio Cosmos 909. L'intelligence occidentale però considerò il test riuscito.
- 26 ottobre 1977: Cosmos 961. Il satellite intercettò e distrusse il bersaglio Cosmos 959.
- 21 dicembre 1977: Cosmos 970. Il satellite intercettò il bersaglio Cosmos 967. Dopo l'intercettazione, si autodistrusse eseguendo gli ordini impartiti da terra. L'intelligence occidentale però considerò il test fallito.
- 19 maggio 1978: Cosmos 1009. Il satellite intercettò con successo il bersaglio Cosmos 970 senza distruggerlo. Dopo il test lasciò l'orbita. L'intelligence occidentale considerò il test fallito.
- 18 aprile 1980: Cosmos 1174. Si trattò del primo satellite della serie largamente modificata. Fallì più volte l'intercettazione del bersaglio Cosmos 1170, e venne autodistrutto il 20 aprile: si trattò della più lunga missione di intercettazione ASAT mai effettuata (2 giorni).
- 2 febbraio 1981: Cosmos 1243. Il satellite si avvicinò a soli 50 metri dal bersaglio Cosmos 1241, ma la carica di esplosivo non funzionò. Rientrò in atmosfera distruggendosi.
- 14 marzo 1981: Cosmos 1258: Il satellite fallì l'intercettazione del Cosmos 1241, e rientrò in atmosfera distruggendosi. L'intelligence occidentale considerò però il test riuscito.
- 18 giugno 1982: Cosmos 1379. Il satellite intercettò con successo il bersaglio Cosmos 1375. Senza distruggerlo, uscì dall'orbita usando il motore di bordo. Fu l'ultimo test del sistema ASAT. L'intelligence occidentale lo considerò fallito.